# Protaetia andrewsi
Protaetia andrewsi är en skalbaggsart som beskrevs av Charles Joseph Gahan 1900. Protaetia andrewsi ingår i släktet Protaetia och familjen Cetoniidae. Inga underarter finns listade i Catalogue of Life.